# Gruta Gorgonian
La Gruta Gorgonian es una cueva ficticia en la serie Una serie de eventos desafortunados de Lemony Snicket. Aparece en La gruta sombría (The Grim Grotto), la undécima novela.  La cueva se localiza debajo del Acuático Anwhistle, el cual se une por medio de túneles verticales.
El nombre de Gorgonian es una aparente referencia a las Gorgonas, criaturas mortales de la mitología griega. Además, la mortal Medusoid Mycelium se encuentra dentro de la cueva, en referencia también a Medusa, una de las Gorgonas.
Los niños Baudelaire, junto con Fiona, visitan la gruta porque creen que tal vez después de haber sido lanzada el Azucarero por la Corriente Afligida fue arrastrado hasta ahí, por medio de una entrada que se ubicaba debajo del mar. No encuentran el Azucarero, sin embargo localizan varias cosas útiles que fueron arrastradas por la playa que está dentro de la gruta.  Mientras visitaban la gruta, Sunny Baudelaire se infectó por la Medusoid Mycelium.
- Datos: Q3777047